# Agrodiaetus biton
Agrodiaetus biton är en fjärilsart som beskrevs av Sulzer 1776. Agrodiaetus biton ingår i släktet Agrodiaetus och familjen juvelvingar. Inga underarter finns listade i Catalogue of Life.